# Перестрілка (фільм)
«Перестрілка» (англ. Free Fire) — британський комедійний бойовик режисера і сценариста Бена Вітлі, що вийшов 2016 року. Стрічка розповідає про перестрілку між двома злочинними угрупуваннями. У головних ролях Брі Ларсон, Шарлто Коплі, Армі Гаммер.
Вперше фільм продемонстрували 8 вересня 2016 року у Канаді на міжнародному кінофестивалі у Торонто, а в Україні у широкому кінопрокаті показ фільму має розпочатися у квітні 2017.

## У ролях
| Актор        | Персонаж | Роль              |
| ------------ | -------- | ----------------- |
| Кіліен Мерфі | Кріс     | член ІРА          |
| Брі Ларсон   | Жюстін   | посередниця       |
| Армі Гаммер  | Орд      | представник       |
| Шарлто Коплі | Вернон   | торговець зброєю  |
| Джек Рейнор  | Гаррі    | поплічник Вернона |
| Бабу Сізі    | Мартін   | поплічник Вернона |
| Майкл Смайлі | Френк    | член ІРА          |
| Сем Райлі    | Стіво    | найменець ІРА     |

### Український дубляж
Українською мовою фільм дубльовано студією AAA-Sound у 2017 році. Переклад Юлії Когут, режисер Олександр Єфімов.
Актори дубляжу: Дмитро Завадський, Юлія Беренчук, Павло Скороходько, Юрій Ребрик, Андрій Альохін, Дмитро Сова, Андрій Твердак, Анатолій Зіновенко, Кирило Нікітенко, Ярослав Чорненький та інші.

## Короткий зміст
У 1978 році група торговців зброєю та представників ІРА зустрічаються в занедбаному бостонському складі для укладання угоди з продажу зброї. Стіво, один з учасників угоди з боку ірландців, впізнає серед продавців Гаррі, який побив його напередодні за жорстоку образу сестри, і це провокує конфлікт. Коли Гаррі стріляє у Стіво, починається хаотична перестрілка між двома сторонами. Обидві групи борються за гроші, не шкодуючи куль — кожен герой фільму зазнає численних поранень, але ситуація ускладнюється появою сторонніх убивць, найнятих для ліквідації всіх учасників угоди. Далі — спойлери. У сутичці помирає більшість учасників, включно із торговцем зброєю Верноном. Джастін, єдина вціліла, випадково вбиває останнього представника ІРА, який їй подобався, і тікає з грошима, але її надія на втечу гасне, коли за межами складу з'являються проблискові маячки поліції.

## Створення фільму

### Знімальна група
- Кінорежисер — Бен Вітлі
- Сценаристи — Емі Джамп і Бен Вітлі
- Кінопродюсер — Ендрю Старке
- Виконавчі продюсери — Лізі Франке, Девід Коссе, Сем Лавендер, Денні Перкінс, Бен Робертс, Мартін Скорсезе і Емма Тіллінджер Коскофф
- Композитор — Джефф Барроу і Бен Солсбері
- Кінооператор — Лорі Роуз
- Кіномонтаж — Емі Джамп і Бен Вітлі
- Підбір акторів — Шахін Баіг
- Художник-постановник — Пакі Сміт
- Артдиректор — Пол Фрост
Найджел Поллок
- Художник по костюмах — Емма Фраєр[5].

### Виробництво
Зйомки фільму розпочалися 8 червня 2015 року і завершилися 17 липня 2015 року.

## Сприйняття

### Оцінки і критика
Від кінокритиків фільм отримав схвальні відгуки: Rotten Tomatoes дав оцінку 67 % на основі 164 відгуків від критиків (середня оцінка 6,3/10). Загалом на сайті фільм має схвальні оцінки, фільму зарахований «стиглий помідор» від фахівців, Metacritic — 63/100 на основі 39 відгуків критиків. Загалом на цьому ресурсі від фахівців фільм отримав схвальні відгуки.
Від пересічних глядачів фільм теж отримав схвальні відгуки: на Rotten Tomatoes 67 % зі середньою оцінкою 3,5/5 (6 601 голос), фільму зарахований «попкорн», на Metacritic — 6,7/10 на основі 19 голосів, Internet Movie Database — 7,2/10 (5 019 голосів).
Кінокритик Надія Заварова схвально оцінила фільм, написавши наступне: «у хаосі і в той же час в якійсь дивній драматургічній та ритмічній впорядкованості „Перестрілки“ більше інтриги і гумору, ніж у багатьох сучасних комедіях».

### Нагороди та номінації
| Номінації і перемоги фільму «Перестрілка» | Номінації і перемоги фільму «Перестрілка»                               | Номінації і перемоги фільму «Перестрілка»                       | Номінації і перемоги фільму «Перестрілка» | Номінації і перемоги фільму «Перестрілка» | Номінації і перемоги фільму «Перестрілка» |
| Рік                                       | Кінопремія / Кінофестиваль                                              | Категорія / Нагорода                                            | Номінант                                  | Результат                                 | Дж                                        |
| ----------------------------------------- | ----------------------------------------------------------------------- | --------------------------------------------------------------- | ----------------------------------------- | ----------------------------------------- | ----------------------------------------- |
| 2016                                      | 41-й щорічний міжнародний кінофестиваль у Торонто                       | Приз глядацьких симпатій за найкращий фільм «Нічного божевілля» | Бен Вітлі                                 | Перемога                                  | [ 12 ]                                    |
| 2016                                      | 18-та щорічна церемонія вручення «Премії британського незалежного кіно» | Найкращий режисер                                               | Бен Вітлі                                 | Номінація                                 | [ 13 ]                                    |

### Виноски
1. 1 2  Free Fire: Release Info (англ.). Internet Movie Database. Процитовано 22 жовтня 2016.
2. ↑  Перестрілка. Kino-teatr.ua. Процитовано 28 квітня 2016.
3. 1 2  Box Office Mojo — 1999.
4. ↑  Free Fire (2016) (англ.). AllMovie. Процитовано 22 жовтня 2016.
5. ↑  Free Fire: Full Cast & Crew (англ.). Internet Movie Database. Процитовано 22 жовтня 2016.
6. ↑  Ali Jaafar (9 червня 2015). Ben Wheatley’s ‘Free Fire’ Rounds Out Cast: Jack Reynor, Sam Riley And Noah Taylor All On Board (англ.). Deadline.com. Процитовано 22 жовтня 2016.
7. ↑  SSN Insider Staff (20 липня 2015). On the Set for 7/20/15: Daniel Radcliffe Starts Shooting ‘Swiss Army Men’, Meryl Streep Finishes ‘Florence Foster Jenkins’ (англ.). SSN Insider. Архів оригіналу за 23 липня 2015. Процитовано 22 жовтня 2016.
8. 1 2  Free Fire (англ.). Rotten Tomatoes. Процитовано 28 квітня 2017.
9. 1 2  Free Fire (англ.). Metacritic. Процитовано 28 квітня 2017.
10. ↑  Free Fire (англ.). Internet Movie Database. Процитовано 28 квітня 2017.
11. ↑  «Перестрілка»: вдала угода. Cultprostir. 28 квітня 2017. Архів оригіналу за 28 квітня 2017. Процитовано 28 квітня 2017.
12. ↑  Kate Erbland (18 вересня 2016). Toronto: ‘La La Land’ Wins TIFF’s People’s Choice Award; Plus All Other Award Winners Announced (англ.). IndieWire. Архів оригіналу за 19 вересня 2016. Процитовано 29 жовтня 2016.
13. ↑  BIFA 2016 Awards: Nominations (англ.). BIFA. Архів оригіналу за 1 грудня 2016. Процитовано 1 грудня 2016.